# Kivenkantaja
Kivenkantaja (il portatore di pietre) è il terzo album della viking/folk metal band finlandese Moonsorrow. È uscito il 10 marzo 2003 sotto l'etichetta della Spinefarm Records.

## Tracce
1. Raunioilla – 13:36
2. Unohduksen Lapsi – 8:17
3. Jumalten Kaupunki including Tuhatvuotinen Perintö – 10:42
4. Kivenkantaja – 7:39
5. Tuulen Tytär including Soturin Tie – 8:36
6. Matkan Lopussa – 4:54

## Formazione
- Ville Sorvali - voce, basso, coro
- Henri Sorvali - tastiere, chitarra ritmica, chitarra acustica a sei corde, scacciapensieri, seconda voce, coro
- Marko Tarvonen - batteria, percussioni, chitarra acustica a dodici corde, seconda voce, coro
- Mitja Harvilahti - chitarra ritmica e acustica, seconda voce, coro
- Markus Eurén - arpeggiatore, coro